# ルミコ・バーンズ
ルミコ・バーンズ（Rumiko Varnes）は、アメリカ合衆国出身の女性声優、ナレーターである。

## 人物
アメリカ・ロサンゼルスに育ち、UCLA語学科に入学。その後、東京の国際基督教大学に留学生として来日した。
英語・日本語ともに堪能なバイリンガルで、即興性にも優れたマルチな声質の持ち主。
テレビアニメ・ゲーム等のキャラクターボイスの他、テレビ番組、CM、企業VP等のナレーション、電話案内、娯楽施設・デパート等の館内アナウンス、鉄道やバス等の車内自動放送、駅や空港の自動放送、ラジオパーソナリティ、英語教材の企画・執筆・演出・ナレーション、英語指導、作詞、歌、朗読等あらゆる方面で活躍している。

## 出演
太字はメインキャラクター。

### テレビアニメ
- ぜんまいざむらい（2007年、アリス）
- 名探偵コナン ホームズの黙示録（2011年、ミネルバ・グラス）

### OVA
- アンパンマンとはじめよう!（ベータン）

### ゲーム
- クロックタワー2（ジェニファー・シンプソン）
- カオスブレイク（ミツキ）
- ブラスターマスター（エルフィ）
- FATAL FRAME BASED ON A TRUE STORY.（北米版zero）/零 제로/Project ZERO（雛咲深紅）
- FATAL FRAME BASED ON A TRUE STORY.（北米版零SPECIAL）/Project ZERO BASED ON A TRUE STORY.（雛咲深紅）
- 太鼓の達人
- 鉄拳
- ファイターズインパクト（シレーヌ、システムボイス）
- ブラッディロア（マーベル「ヒョウ」）
- Mega Man X7（北米版ロックマンX7）（エイリア）

### テレビ番組
- NHK 英語であそぼ 1998年 - 2001年（メイ・パイカ）
  - 英語であそぼ「ハロー!エスカルゴ島」（クリスタル）
- NHK ひとりでできるもん!（英語版）
- きんだーてれび コロコロアニマルABC
- ミッキーのレター・タイム（ナレーター）
- フジテレビ系 料理の鉄人

### CM
- 午後の紅茶（ナレーター）

### 舞台
- おかあさんといっしょとゆかいななかま〜わくわく大行進〜（1999年3月19日、メイ・パイカ）

### 電話案内
- ANAインターコンチネンタル ホテル東京
- 東京理科大学野田キャンパス
- 日本政策投資銀行
- KDDI
- NTT
- 新生銀行

### 車内放送・ホーム案内
http://www.rumikovarnes.com/ のクライアント・車内放送・ホーム案内に基づく
- 東日本旅客鉄道・成田エクスプレス

- 西日本旅客鉄道
- 北海道旅客鉄道
- 九州新幹線
- 札幌市営地下鉄
- 福岡市交通局
- 東京モノレール
- 富山地方鉄道
- 仙台市地下鉄

### バス車内案内
http://www.rumikovarnes.com/ クライアント・バス車内案内に基づく
- 濃飛バス
- 羽後交通
- 庄内交通
- 高見沢サイバネックス
- 鹿島臨海鉄道
- 名鉄バス
- 岡電空港バス
- 近江鉄道
- 石見交通
- 両備バス
- 上高地バス
- 富山地方鉄道
- 近鉄バス
- 国際興業
- 南海バス
- 神姫交通
- 岐阜バス
- アルピコ交通
- 熊野交通
- 加越能バス
- 十和田観光電鉄
- 佐賀市交通局
- エアポートバス
- 三重交通
- 宮城交通
- 名古屋空港急行バス
- 岐阜空港急行バス
- 盛岡都心循環バス
- 山交バス
- 成田空港シャトルバス
- 川崎市交通局
- 名鉄岐阜バス
- 関西空港交通
- 京都市交通局
- 神戸市交通局
- 京阪京都交通
- 東京コミュニティー
- 小松バス
- 北陸鉄道バス
- 帝産湖南交通
- 日東交通
- 岩手交通バス
- 日産テクニカルセンターバス

### 公園・娯楽施設・館内アナウンス
http://www.rumikovarnes.com/ クライアント・公園・娯楽施設・館内アナウンスに基づく
- 秋吉台サファリランド
- 郡馬セントラル・パーク
- 姫路サファリ・パーク
- 石見銀山
- 鎌倉円覚寺
- 港未来技術館
- 日光江戸村
- 沖縄ワールド
- 新宿御苑
- 多摩動物公園
- 鴨川シーワールド
- 福島空港
- 横浜港
- 富士山ビジターセンター
- 秩父富士
- 恵那峡遊覧船
- 箱根遊覧船
- 国会議事堂
- 氷川丸
- 鞆の浦ガイド案内
- 鹿児島県立博物館
- 国立西洋美術館
- 国立科学博物館
- セイコ ミュージアム
- ルノワール美術館
- 箱根彫刻の森
- 安曇野アートヒルズ美術館
- 日清カップヌードル美術館

### その他
- えいごでペララ♪（ポーキー）
- えいごリアン3（Fox）
- 英語版 こどもちゃれんじ（しまじろう）
- ドラえもんの見るだけで解る英会話
- ドーラといっしょに大冒険（英語監修）
- となりの関くん 迷惑スペクタクル 英語ver
- えいごではなそう ペッピーキッズ（2004年、中央出版　母 役） ※ボーカルも担当